# Schneiderite
Schneiderite é um explosivo composto por dinitronaftaleno e nitrato de amónio. Foi extensivamente usado pelo Exército Francês e outros exércitos aliados no período da Primeira Guerra Mundial para enchimento de projécteis de artilharia.

## Descrição
A schneiderite era usada em substituição do amonal no enchimento de projécteis de artilharia pelos exércitos que usavam equipamentos fabricados pela Schneider & Co.. A mistura consistia em 11% de dinitronaftaleno, 88% de nitrato de amónio (NH4NO3) e 1% de resina, incorporados numa mistura homogénea por moagem num moinho industrial e carregado por compressão. O produto é um pó amarelo acastanhado, muito higroscópico.